# Novakinja: Federalni agenti
Novakinja: Federalni agenti (eng. The Rookie: Feds) je američka kriminalistička televizijska serija, spin-off serije Novak, koju su stvorili Alexi Hawley i Terence Paul Winter, koji su također pisci i izvršni producenti zajedno s Niecy Nash, Nathanom Fillionom, Michelle Chapman, Billom Norcrossom i Coreyjem Millerom.
Serija prati Simone Clark, najstariju novakinju na FBI akademiji. Osnovna premisa serije i njezinih likova predstavljena je kroz dvije backdoor pilot epizode u seriji Novak. 
Premijerno je prikazana 27. rujna 2022. do 2. svibnja 2023.  na kanalu ABC. U studenome 2023. serija je otkazana nakon jedne sezone kao posljedica štrajkova WGA i SAG-AFTRA 2023. godine.
U Hrvatskoj serija se premijerno prikazala na kanalu Star Life od 12. veljače do 19. ožujka 2024.

## Glumačka postava

### Glavni likovi
- Niecy Nash-Betts kao Simone Clark, bivša washingtonska školska savjetnica koja je u dobi od 48 godina konačno ostvarila svoj životni san da se pridruži FBI-u kao specijalna agentica. Nakon što je prvi dan provela u Odjelu za provjeru pozadine terenskog ureda u Los Angelesu, dodijeljena je Posebnoj istražnoj jedinici SSA Garza. Njen agent za obuku je specijalni agent Carter Hope.
- Frankie Faison kao Christopher "Cutty" Clark, Simonin otac. Nepravomoćno je osuđen kada je Simone imala devet godina i proveo je osam godina u zatvoru prije nego što je oslobođen. Kao vođa pokreta Black Lives Matter, u početku je nesretan zbog promjene karijere svoje kćeri. Međutim, na kraju se pomiri s njom i dopušta joj da se vrati k njemu.
- James Lesure kao Carter Hope, specijalni agent FBI-a, dodijeljen specijalnoj istražnoj jedinici SSA Garze. On služi kao agent za obuku specijalne agentice Simone Clark, a obično ga nerviraju Simonine neuobičajene metode. Međutim, on poštuje njezine metode dok pokazuju uspjeh. On i njegova otuđena supruga traže razvod, a on traži promaknuće u New Orleans kako bi bio blizu svoje djece dok se njegova supruga želi preseliti.
- Britt Robertson kao Laura Stensen, FBI specijalna agentica koja je bivša članica FBI jedinice za znanost ponašanja (BSU), sada je dodijeljena Specijalnoj istražnoj jedinici SSA Garze. Također služi kao uzdanica SSA Garze i agentica za obuku specijalnog agenta Brendona Acresa. Nekoć najmlađa agentica BSU-a, otišla je na dopust kad je uhvatila svog zaručnika Sama u krevetu sa svojom najboljom prijateljicom. Nada se da će iskoristiti svoje vrijeme u jedinici kao korak prema karijeri koju je nekada imala.
- Felix Solis kao Matthew "Matt" Garza, nadzorni specijalni agent i vođa tima novoosnovane Specijalne istražne jedinice u Terenskom uredu u Los Angelesu (za koju su se njegovi nadređeni složili da ga puste da se kandidira, ali ju planiraju ukinuti čim njegova jedinica ne uspije), namjeravajući se više usredotočiti na policijski posao nego na "birokratsku proceduru FBI-a".
- Kevin Zegers kao Brendon Acres (birth name Brendon Butkus), Simonein kolega diplomirao na FBI akademiji koji je također specijalni agent dodijeljen Specijalnoj istražnoj jedinici SSA Garze. Njegova agentica za obuku je SA Laura Stensen. Prije nego što se pridružio, bio je nagrađivani glumac koji je šest godina glumio u popularnoj televizijskoj seriji za tinejdžere, Vampire Cop. Samohrani otac gurnuo ga je u glumu nakon što je majka napustila obitelj.

### Sporedni likovi
- Michelle Nuñez kao Elena Flores, tehnološki analitičar Specijalne istražne jedinice i nećakinja SSA Garze.
- Devika Bhise kao Antoinette Benneteau, FBI laboratorijski tehničar i forenzički biolog, Brendonova simpatija.
- Courtney Ford kao Tracy Chiles, Garzin neposredni nadređeni.
- Jessica Betts kao DJ, Simonina simpatija.

## Pregled serije
Osnovna premisa serije i njezinih likova predstavljena je kroz dvije backdoor pilot epizode u seriji Novak, epizode 19 i 20 u četvrtoj sezoni, te epizode u Hrvatskoj su premijerno prikazane 11. i 18. srpnja 2022. na kanalu AXN.
Prva sezona premijerno se prikazivala od 27. rujna 2022. do 2. svibnja 2023. na kanalu ABC, dok u Hrvatskoj se prikazivala od 12. veljače do 19. ožujka 2024. na kanalu Star Life.
| Sezona | Sezona | Epizoda | Izvorno prikazivanje | Izvorno prikazivanje | Hrvatsko prikazivnje | Hrvatsko prikazivnje |
| Sezona | Sezona | Epizoda | Premijera            | Finale               | Premijera            | Finale               |
| ------ | ------ | ------- | -------------------- | -------------------- | -------------------- | -------------------- |
|        | Pilot  | 2       | 24. travnja 2022.    | 1. svibnja 2022.     | 11. srpnja 2022.     | 18. srpnja 2022.     |
|        | 1.     | 22      | 27. rujna 2022.      | 2. svibnja 2023.     | 12. veljače 2024.    | 19. ožujka 2024.     |

## Produkcija

### Razvoj
ABC je 8. veljače 2022. objavio da je u procesu razvoja spin-offa serije Novak sa središtem oko FBI-a. Također je objavljeno da će serija biti predstavljena kroz pilot s dvije epizode u glavnoj seriji.  U vrijeme kada je objavljeno da ABC želi proširiti svoje franšize nakon što je izgubio seriju Pomalo crno (Black-ish), u nastojanju da se natječe s NBC-jevim franšizama Chicago i Zakon i Red, kao i franšizama FBI i NCIS koje se emitiraju na CBS-u. Dana 13. svibnja 2022. naručena je serija pod naslovom The Rookie: Feds. Kreator Novaka Alex Hawley, zajedno s Terenceom Paulom Winterom, obojica također izvršno produciraju zajedno s Michelle Chapman, Billom Norcrossom, Coreyjem Millerom, zvijezdom Niecy Nash i Nathanom Fillionom. ABC Signature i Entertainment One služe kao produkcijske kuće. Entertainment One također će distribuirati seriju na međunarodnoj razini. Dana 21. listopada 2022. serija je dobila narudžbu za cijelu sezonu, čime je sezona porasla na ukupno 22 epizode. ABC je 9. studenoga 2023. otkazao seriju nakon jedne sezone.

## Vanjske poveznice
- Službena stranica
- Novakinja: Federalni agenti u internetskoj bazi filmova IMDb-a